# رعب

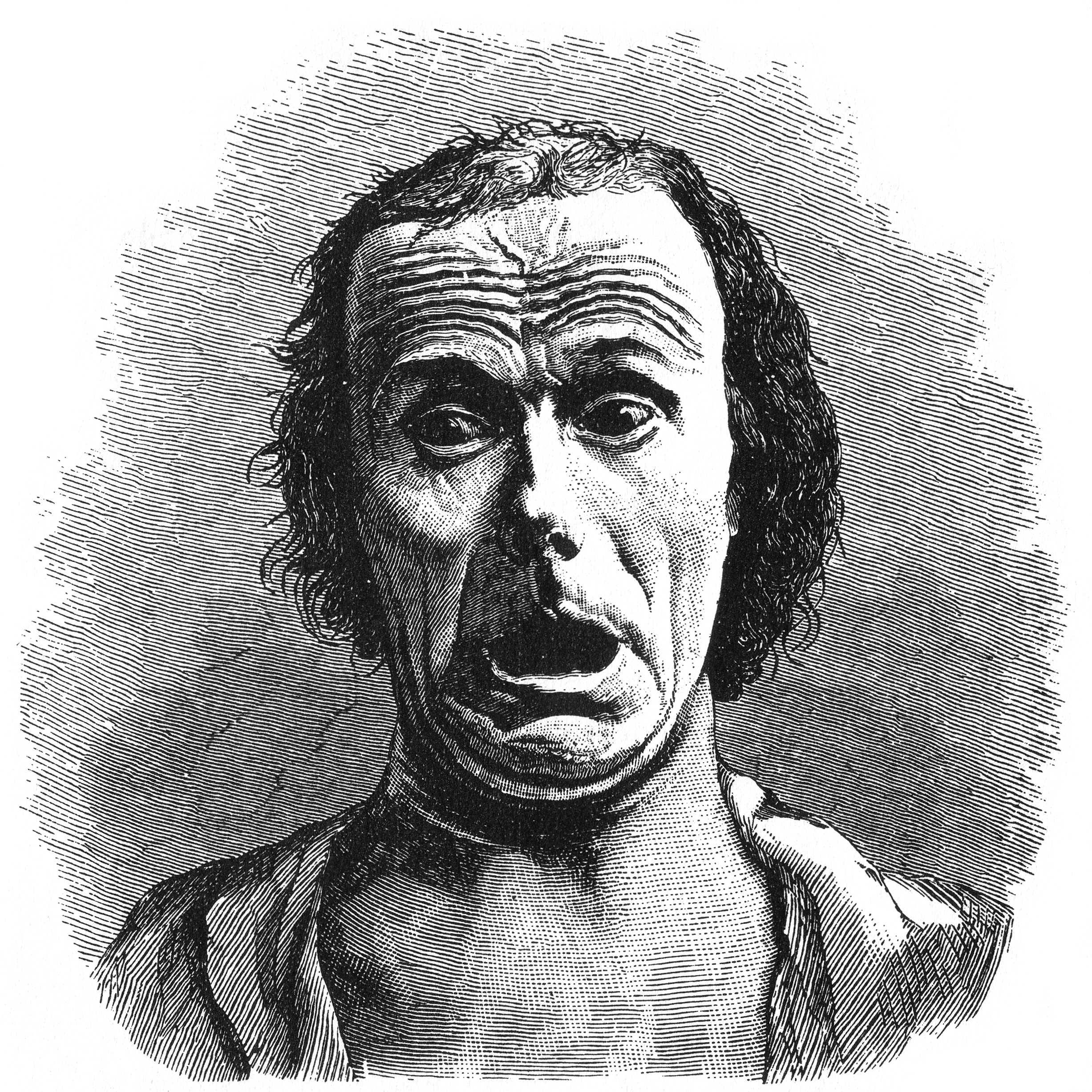
تصوير لحالة الرعب

رعب هو حالة من الحالات النفسية التي توجد بداخل الإنسان ويمكن محاولة إخراجها في سن الطفولة (على الرغم من أن الطفل في شهوره الأولى لا يشعر بالفزع وأيضاً رعب الأطفال أو حتى الكبار هو له مسمى آخر، مثال:الخوف،الفزع).و قد يشعر الإنسان بالرعب من أشياء عدة من مثل : الظلام، الوحدة وقد يترك الرعب في بعض الاحيان آثارا سلبية على الإنسان كالحالات النفسية والتخيلات والهلوسة والتفكير السلبي.